# Mesnil-Saint-Laurent
Mesnil-Saint-Laurent è un comune francese di 461 abitanti situato nel dipartimento dell'Aisne della regione dell'Alta Francia.

## Società

### Evoluzione demografica
Abitanti censiti